# Ingeborg Bohne-Fiegert
Ingeborg Bohne-Fiegert (geb. Fiegert; * 11. September 1921 in Deggendorf; † 11. März 2008 in Saarmund) war eine deutsche Textilgestalterin und Fachbuchautorin.

## Leben und Werk
Der Vater Ingeborg Bohne-Fiegerts war Direktor eines Regensburger Schiffsbaubetriebes, ihre Mutter Putzmacherin in einem Hutsalon. Ingeborg Fiegert besuchte nach dem Abitur die Zeichenklasse von Gustav Weidanz an der Kunstgewerbeschule Burg Giebichenstein in Halle/Saale und von 1938 bis 1940 u. a. bei Marianne Oppelt die Textil- und Modeklasse an der Kunstgewerbeschule der Stadt Leipzig. 1940 war sie kurzzeitig an der Akademie der Bildenden Künste München.
Sie arbeitete dann als Modegrafikerin in Berlin und wurde als technische Zeichnerin dienstverpflichtet. Nach dem Ende des Zweiten Weltkriegs wirkte sie freischaffend als Textilgestalterin in Halle/Saale. 1948 zog sie nach Potsdam und 1954 nach Neu Fahrland. Sie arbeitete als Textilgestalterin in verschiedenen Techniken und vertrat die Auffassung „dass der Begriff künstlerische Textilgestaltung inhaltlich mit der ‚Textilkunst‘ gleichzusetzen sei, zu der Flechten, Weben, Wirken und die Herstellung von Spitzen und Bildteppichen gehöre.“
Ab 1954 war sie Referentin am Bezirkskabinett für Kulturarbeit bzw. der Bezirkskulturakademie Potsdam. Sie leitete dort und an der Volkshochschule Arbeitsgemeinschaften für künstlerische Textilgestaltung und gründete und leitete bis 1994 die Förderklasse für besonders talentierte Textilgestalterinnen.
Ingeborg Bohne-Fiegert galt als die „Grand Dame“ der Textilkunst in Potsdam und war in der DDR durch die Vermittlung und Anwendung moderner, auch tradierter, Fähigkeiten eine der Wegbereiterinnen anspruchsvoller Textilgestaltung im volkskünstlerischen Bereich.
Die von Ingeborg Bohne-Fiegert geleiteten Zirkel schufen häufig Auftragswerke für öffentliche Einrichtungen wie Gaststätten, Clubs und Ferienheime, darunter Wandbehänge mit Motiven zu Traditionen und Brauchtum des Landes Brandenburg. Insgesamt sind unter ihrer Regie als Gemeinschaftsarbeiten zweiundvierzig große repräsentative Wandbehänge entstanden. Der letzte, Textilstadt Potsdam, war ein Geschenk an die Stadt zur 1000-Jahr-Feier. Solche Arbeiten wurden u. a. regelmäßigen auf Ausstellungen des „Bildnerisches Volksschaffen“ bei den Arbeiterfestspielen und zur politischen Repräsentation der DDR auch im Ausland gezeigt. 2015 zeigte das Museum Europäischer Kulturen in Berlin-Dahlem in der Ausstellung Textile Vielfalt Arbeiten des Zirkels.
Werke Ingeborg Bohne-Fiegerts und ihrer Schülerinnen befinden sich in öffentlichen Sammlungen in Berlin und Brandenburg, u. a. im Potsdam-Museum.
Auf ihrem Arbeitsgebiet betätigte sich Ingeborg Bohne-Fiegert auch als Autorin vor allem fachdidaktischer Literatur.
Sie starb nach längerer Krankheit in einem Pflegeheim in Saarmund.

## Mitgliedschaften
- Bis 1990 Verband Bildender Künstler der DDR
- Interessengemeinschaft Künstlerische Textilgestaltung Land Brandenburg, bis 1990 Vorsitzende
- Fachverband Textil e.V.

## Ehrungen
- 1962: Preis für künstlerisches Volksschaffen II. Klasse
- 1965: Kunstpreis des FDGB
- 1980: Theodor-Fontane-Preis des Bezirks Potsdam

## Fotografische Darstellung Ingeborg Bohne-Fiegerts
- Barbara Morgenstern: Ingeborg Bohne-Fiegert[2]

## Publikationen (unvollständig)
- Die Kunst des Batikens. Verlag der Kunst, Dresden, 1963
- Künstlerische Textilgestaltung. Angewandtes schöpferisches Gestalten mit Stroh, Bast, Leder und Textilien. Fachbuchverlag, Leipzig, vor 1969
- Applikation. Eine praktische Anleitung. E. A. Seemann-Verlag, Leipzig, 1969
- Praktikus. Anleitung zur handwerklichen Selbsthilfe. Fachbuchverlag, Leipzig, 1969 (Mitautorin)
- Stoffdruck. Eine praktische Anleitung. E. A. Seemann Verlag Leipzig, 1970
- Kelim. Eine uralte Web- und Flechttechnik und ihre moderne Anwendung. Eine praktische Anleitung. E. A. Seemann-Verlag, Leipzig, 1972
- Textiles, selbst gestaltet. Zentralhaus für Kulturarbeit der DDR, Leipzig, 1975
- Textilgestaltung. Fachbuchverlag, Leipzig, 1986
- Wir sticken. Handarbeitsbuch für Kinder. Verlag für die Frau, Berlin, 1987; mit Waltraud Ragnow
- Textile Drucktechniken. Zentralhaus für Kulturarbeit der DDR, Leipzig, 1988